# Глейк, Питер
Питер Глейк (Глик) (Peter Henry Gleick; род. 1956) — американский эколог, гидроклиматолог. Доктор философии (1986).
Основатель и эмерит-президент Pacific Institute, член Национальной академии наук США (2006).

## Биография
Младший брат писателя и журналиста Джеймса Глейка.
Окончил с отличием Йельский университет (бакалавр инженерии и прикладных наук сum laude, 1978). В Калифорнийском университете в Беркли получил степени магистра (1980) и доктора философии (1986) по специальности «Энергетика и ресурсы», в 1986—1987 гг. постдок там же. В 1987 году сооснователь и с тех же пор президент Pacific Institute, эмерит с 2016 года. Пионер концепции Soft water path, разработчик идеи Peak water.
Появлялся в комиксе XKCD.
Академик International Water Academy (Осло, Норвегия; 1999), в 2003 году избран в Phi Beta Delta, фелло International Water Resources Association и Американской ассоциации содействия развитию науки (обеих — с 2005).
Автор многих научных работ и 11 книг, в частности The World’s Water: The Biennial Report on Freshwater Resources (1998, 2000, 2002).

## Награды и отличия
- Стипендия Мак-Артура (2003)[6]
- Excellence Award, California Urban Water Conservation Council (2005)
- Top Environmental Achievement Award, Environment Now Foundation (2007)
- Назывался «One of 15 People the Next President Should Listen To» журналом «Wired» (2008)
- Csallany Award, American Water Resources Association[англ.] (2009)
- United States Water Prize, U.S. Water Alliance (2011)
- Ven Te Chow Award, International Water Resources Association[англ.] (2011)
- Lifetime Achievement Award, Silicon Valley Water Conservation Awards (2013)
- Один из 25 «Water Heroes» по версии Xylem Inc.[англ.] (2013)
- Carla Bard Environmental Education Award, Bay Institute[англ.] (2015)
- Citation for Leadership and Achievement, CSSP (2015)
- Вошёл в топ-10 Water Leaders по версии Water and Wastewater International (2016)
- Sustainability Science Award, Ecological Society of America[англ.] (2017)
- Carl Sagan Prize for Science Popularization[англ.] (2018)